# Том Дюмулен
Том Дюмулен (нід. Tom Dumoulin, нар. 11 листопада 1990, Маастрихт, Нідерланди) — нідерландський велогонщик, срібний призер Олімпійських ігор 2016 та 2020 року.

## Виступи на Олімпіадах
| Олімпіада           | Дисципліна              | Місце |
| ------------------- | ----------------------- | ----- |
| Ріо-де-Жанейро 2016 | групова шосейна гонка   | DNF   |
| Ріо-де-Жанейро 2016 | роздільна шосейна гонка | 2     |
| Токіо 2020          | групова шосейна гонка   | 44    |
| Токіо 2020          | роздільна шосейна гонка | 2     |

## Зовнішні посилання
- Том Дюмулен — олімпійська статистика на сайті Sports-Reference.com (англ.) (архівна версія)